# Лукин, Макар Михайлович
Макар Михайлович Лукин (14 мая 1905, Новочеркасск, Область Войска Донского — 26 мая 1961, Москва) — организатор авиационного моторостроения, хозяйственный деятель, генерал-майор инженерно-авиационной службы, Герой Социалистического Труда.

## Трудовая деятельность, учёба
Трудовую деятельность М. М. Лукин начал в 1920 г. рабочим-красноармейцем автомастерских Кавказского фронта.
В 1922—1930 годах трудился на строительстве депо в Новочеркасске.
В 1930 г. поступил в Новочеркасский индустриальный институт им. Серго Орджоникидзе (ныне — Южно-Российский государственный технический университет /Новочеркасский политехнический институт/), после окончания которого в 1935 г. и был направлен в Воронеж на Моторный союзный завод № 16 (Воронежский моторный завод № 16), где работал мастером цеха механической обработки, начальником группы и главным механиком (с конца 1936 г.).

## На руководящих постах
27 сентября 1937 г. М. М. Лукин был назначен директором Воронежского моторного завода № 16.
Он быстро вошёл в курс дела, и уже в 1938 г. завод перевыполнил план по выпуску авиационных двигателей М-11. Большую помощь в работе оказывал М. М. Лукину главный инженер завода М. П. Макарчук, с которым его в дальнейшем ещё не раз сводила судьба.

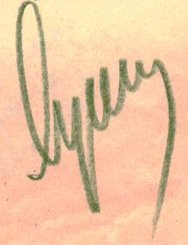
Подпись М. М. Лукина (1944 г.)

В 1939—1940 гг. М. М. Лукин являлся начальником 1-го, 3-го Главных управлений Народного комиссариата авиационной промышленности СССР.
В 1940—1942 гг. — он возглавлял в качестве директора Запорожский моторный завод № 29 им. П. И. Баранова («Завод № 29»), где тогда полным ходом шло освоение мотора М-85 и его модификаций.
В сентябре 1941 г. «Завод № 29» был эвакуирован в Омск. Благодаря усилиям М. М. Лукина, переезд завода и организация производства на новом месте прошли с минимальными потерями.
Уже в ноябре 1941 г. он приступил к выпуску продукции, дав 9,3 %, в декабре — 27,6 %, а в январе 1942 г. — 100 % программы.
В 1942—1946 гг. М. М. Лукин работал директором «Завода № 16» в Казани.
В 1943 г. «Завод № 16» освоил поточное производство моторов, благодаря чему резко улучшилось качество сборки. Помимо этого, на предприятии разрабатывались и опытные моторы.
1 июня 1944 г. М. М. Лукин издал секретный приказ № 27 об организации на «Заводе № 16» «Конструкторского Бюро реактивных двигателей /КБ-РД/, с непосредственным подчинением директору завода № 16 и начальнику 4-го Спецотдела НКВД СССР» (начальник опытного производства по реактивным двигателям и и. о. начальника КБ-РД — Н. Н. Артамонов, главный конструктор КБ-РД — инженер В. П. Глушко).
Под руководством М. М. Лукина предприятие неоднократно награждалось переходящим красным знаменем Государственного комитета обороны.

В то же время в Казани положение с авиамоторами сложилось крайне тяжёлое. Эвакуированный из Воронежа завод № 16 «лихорадило»: не хватало квалифицированных кадров, большое количество станков находилось под снегом, план хронически не выполнялся. Невыполнение заданий по выпуску моторов М-105 ставило под угрозу выпуск бомбардировщиков Пе-2 на соседнем заводе № 22. Требовалась жёсткая рука, способная быстро навести порядок в запущенном хозяйстве авиамоторного завода. В мае 1942 г. директором завода № 16 назначается Лукин, и на следующий год завод уже перевыполнил план выпуска моторов. Новый директор руководил жёстко, но справедливо. Будучи беспощадным к лодырям, бракоделам и нарушителям дисциплины, он проявлял гуманность по отношению к работающим подросткам, женщинам и пожилым людям.— Лукин Макар Михайлович// Казанская энциклопедия
М. М. Лукину приписывается фраза: «По трупам пойду, а план товарища Сталина выполню!».
По воспоминаниям бывшего председателя завкома, члена ЦК профсоюзов авиационной и оборонной промышленности СССР Н. М. Мухибуллина, М. М. Лукин и парторг И. Н. Максимов «ежедневно докладывали лично Сталину о количестве выпущенных за день авиационных моторов».
В 1944 г. М. М. Лукину было присвоено звание генерал-майора инженерно-авиационной службы, 16 сентября 1945 г. — звание Героя Социалистического Труда. При этом он стал первым Героем Социалистического Труда в ТАССР.
М. М. Лукин внёс значительный вклад в развитие отечественной авиационной промышленности. На руководимых им заводах было организовано поточно-серийное производство поршневых авиамоторов М-11, М-58, М-85, М-87, М-88, М-89, внедрены прогрессивные технологические процессы, созданы и освоены новые образцы авиационной техники.
В 1945 г. М. М. Лукин являлся одним из руководителей групп специалистов, направленных в Басдорф (под Берлином), где находился филиал фирмы БМВ — конструкторское бюро и завод, занимавшиеся разработкой, постройкой и испытанием реактивных двигателей.
После окончания Великой Отечественной войны «Завод № 16» под руководством М. М. Лукина приступил к выпуску реактивных двигателей: в конце 1945 г. были сданы военной приёмке первые пять двигателей РД-20.
В июле 1946 г. М. М. Лукин был вызван в Москву, где получил назначение в Управление по кадрам Министерства авиационной промышленности (МАП) СССР.
11 июля 1947 г. он был назначен заместителем министра авиационной промышленности СССР по опытному моторостроению и начальником 8-го Главного управления МАП СССР. При этом главной задачей М. М. Лукина стало освоение производства реактивных двигателей.
Позднее он работал в аппарате Госплана СССР.
С 1958 г. М. М. Лукин являлся заместителем председателя Государственного комитета Совета Министров СССР по авиационной технике.
В 1938—1947 гг. М. М. Лукин являлся депутатом Верховного Совета РСФСР, в 1946—1950 гг. — Верховного Совета СССР.

## Награды
М. М. Лукин был награждён пятью орденами Ленина, орденом Трудового Красного Знамени, медалями.

## Кончина, погребение
Похоронен на Новодевичьем кладбище в Москве. Рядом с М. М. Лукиным позднее была похоронена его жена — Т. Л. Лукина (1906—1995). На надгробии М. М. Лукина помещены его портрет и надпись: «Герой социалистического труда Генерал-майор ИАС Лукин Макар Михайлович (14.V.1905 — 1961.26.V)».

## Увековечение памяти
В 1979 г. именем М. М. Лукина была названа одна из улиц в Казани (бывшая Печерская, ныне — в Авиастроительном районе). На доме номер 11 по улице Лукина помещена памятная доска с его изображением и надписью: «Улица названа в честь Лукина Макара Михайловича талантливого организатора моторостроения первого Героя Социалистического Труда в ТАССР 1905—1961».
27 октября 2006 г. на территории Казанского моторостроительного производственного объединения (КМПО), в рамках мероприятий по празднованию 75-летия предприятия, в торжественной обстановке был открыт памятник М. М. Лукину (в церемонии принял участие Премьер-министр Республики Татарстан Р. Н. Минниханов). Автором горельефа является казанский скульптор Махмут Гасимов (памятник был отлит на самом КМПО).
В Новочеркасске на корпусе горно-геологического факультета Южно-Российского государственного технического университета (Новочеркасского политехнического института) установлена мемориальная доска с надписью: «Здесь с 1930 по 1935 г. учился Лукин Макар Михайлович, Герой Социалистического Труда, генерал-майор инженерно-технической службы, заместитель министра авиационной промышленности СССР (1905—1961)».